# Дарвиш, Иссам Иоанн
Иссам Иоанн Дарвиш (араб. عصام يوحنا درويش‎, Исам Юханна Дарвиш; 4 мая 1945 года, Дамаск, Сирия) — епископ сиднейский Мелькитской католической церкви с 9 апреля 1996 года по 25 июня 2010 года, архиепископ Захле и Фурзола с 25 июня 2010 года, член монашеского ордена мелькитских василиан.

## Биография
Иссам (в крещении Иоанн) родился 4 мая 1945 года в Дамаске, Сирия. В 1965 году вступил в монашеский орден мелькитских василиан. С 1965 по 1972 год обучался в Богословском университете Святого Духа, который закончил с научной степенью бакалавра богословия и философии. и 17 сентября 1972 года Иссам Иоанн Дарвиш был рукоположен в священника, после чего с 1972 по 1976 года занимался преподавательской деятельностью. С 1976 по 1978 год был директором детского дома. В последующие года основал несколько учебных центров для взрослых.
9 апреля 1996 года Римский папа Иоанн Павел II назначил Иссама Иоанна Дарвиша епископом епархии Святого Михаила в Сиднее. 11 мая 1996 года состоялось рукоположение Иссама Иоанна Дарвиша в епископа, которое совершил мелькитский патриарх Максим V Хаким в сослужении с титулярным епископом Пальмиры Мелькитской Франсуа Абухом Мохом и архиепископом Захле и Фурзола Андреем Хаддадом.
25 июня 2010 года Римский папа Бенедикт XVI назначил Иссама Иоанна Дарвиша архиепископом Захле и Фурзола.